# Phoenix Critics Circle Awards 2017
4. ročník předávání cen Phoenix Critics Circle Awards se konal dne 16. prosince 2017. Nominace byly oznámeny dne 11. prosince 2017.

## Vítězové a nominovaní

### Nejlepší film
Tvář vody (remíza)
Tři billboardy kousek za Ebbingem (remíza)
- Lady Bird
- Dunkerk
- The Florida Project

### Nejlepší režisér
Christopher Nolan – Dunkerk
- Guillermo del Toro – Tvář vody
- Greta Gerwig – Lady Bird
- Jordan Peele – Uteč
- Sean Baker – The Florida Project
- Edgar Wright – Baby Driver

### Nejlepší scénář
Martin McDonagh – Tři billboardy kousek za Ebbingem (remíza)
Greta Gerwig – Lady Bird (remíza)
Jordan Peele – Uteč  (remíza)
- Aaron Sorkin – Velká hra
- Liz Hannah a Josh Singer – Akta Pentagon: Skrytá válka

### Nejlepší herec v hlavní roli
Timothée Chalamet – Dej mi své jméno
- Gary Oldman – Nejtemnější hodina
- James Franco – The Disaster Artist: Úžasný propadák
- Daniel Day-Lewis – Nit z přízraků
- Daniel Kaluuya – Uteč
- Harry Dean Stanton – Lucky

### Nejlepší herečka v hlavní roli
Frances McDormandová – Tři billboardy kousek za Ebbingem (remíza)
Sally Hawkins – Tvář vody (remíza)
- Jessica Chastainová – Velká hra
- Saoirse Ronan – Lady Bird
- Margot Robbie – Já, Tonya

### Nejlepší herec ve vedlejší roli
Sam Rockwell – Tři billboardy kousek za Ebbingem
- Willem Dafoe – The Florida Project
- Armie Hammer – Dej mi své jméno
- Richard Jenkins – Tvář vody
- Michael Stuhlbarg – Dej mi své jméno

### Nejlepší herečka ve vedlejší roli
Laurie Metcalf – Lady Bird
- Holly Hunter – Pěkně blbě
- Octavia Spencer – Tvář vody
- Mary J. Blige – Mudbound
- Allison Janney – Já, Tonya

### Nejlepší dokument
Město duchů
- Jane
- Čí jsou ulice?
- Step

### Nejlepší cizojazyčný film
Raw
- Čtverec
- Odnikud
- Thelma
- 120 BPM

### Nejlepší animovaný film
Coco
- Živitel
- Auta 3
- LEGO Batman film
- S láskou Vincent

### Nejlepší kamera
Roger Deakins – Blade Runner 2049 

### Nejlepší střih
Jonathan Amos a Paul Machliss – Baby Driver
- Lee Smith – Dunkerk
- Sidney Wolinsky – Tvář vody
- Valerio Bonelli – Nejtemnější hodina
- Sarah Broshar a Michael Kahn – Akta Pentagon: Skrytá válka
- Ben Safdie a Ronald Bronstein – Dobrý časy
- Tatiana S. Riegel – Já, Tonya

### Nejlepší vizuální efekty
Blade Runner 2049
- Tvář vody
- Kráska a zvíře
- Dunkerk
- Válka o planetu opic

### Nejlepší výprava
Tvář vody
- Kráska a zvíře
- Blade Runner 2049
- Dunkerk
- Nit z přízraků

### Nejlepší skladatel
Jonny Greenwood – Nit z přízraků
- Benjamin Wallfisch a Hans Zimmer – Blade Runner 2049
- Hans Zimmer – Dunkerk
- Alexandre Desplat – Tvář vody

### Nejlepší komedie
Pěkně blbě
- Já, Tonya
- Lady Bird
- Loganovi parťáci
- The Disaster Artist: Úžasný propadák

### Nejlepší horor
Uteč
- Raw
- Hounds of Love
- Přicházejí v noci
- To

### Nejlepší záhadný nebo thrillerový film
Uteč
- Akta Pentagon: Skrytá válka
- Matka!
- Vražda v Orient expresu
- Rozpolcený
- Oklamaný
- Zabití posvátného jelena
- Wind River

### Nejlepší sci-fi film
Blade Runner 2049
- Okja
- Válka o planetu opic
- Tvář vody

### Nejlepší debutový výkon
Brooklynn Prince – The Florida Project

### Speciální ocenění
Andy Serkis
John Williams

### Cena za celoživotní kariéru
Harry Dean Stanton